# توني هاريس (لاعب كريكت)
توني هاريس (بالإنجليزية: Tony Harris)‏ (27 أغسطس 1916 في جنوب أفريقيا - 7 مارس 1993 في جنوب أفريقيا) هو لاعب اتحاد الرغبي ولاعب كريكت جنوب أفريقيا في مركز رامي متوسط ‏. شارك مع منتخب جنوب أفريقيا الوطني للكريكت. أما مع النوادي، فقد لعب مع Northern Cape (cricket team) ‏.

## وصلات خارجية
- توني هاريس على موقع إي آس بي آن كريك إنفو (الإنجليزية)
- توني هاريس عل موقع إسبنسكروم (الإنجليزية)